# Vacciniina ochrostigma
Vacciniina ochrostigma är en fjärilsart som beskrevs av Franz Dannehl 1927. Vacciniina ochrostigma ingår i släktet Vacciniina och familjen juvelvingar. Inga underarter finns listade i Catalogue of Life.